# La Cassagne
La Cassagne – miejscowość i gmina we Francji, w regionie Nowa Akwitania, w departamencie Dordogne, położona nad rzeczką Coly.

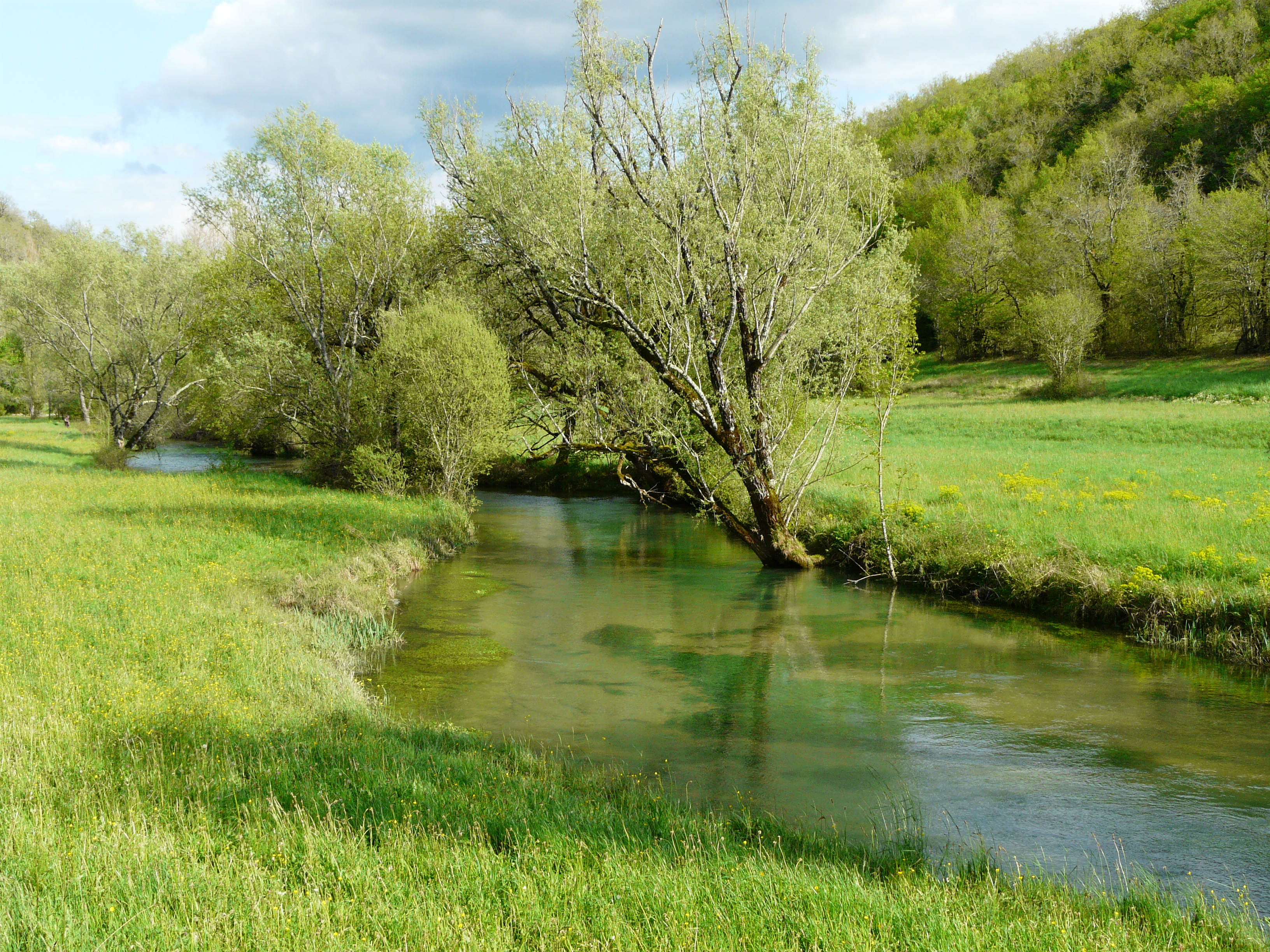
Malownicze tereny nad rzeczką Coly

Według danych na rok 1990 gminę zamieszkiwało 120 osób, a gęstość zaludnienia wynosiła 8 osób/km² (wśród 2290 gmin Akwitanii La Cassagne plasuje się na 1056. miejscu pod względem liczby ludności, natomiast pod względem powierzchni na miejscu 759.).